# Dargeia micheleae
Dargeia micheleae är en fjärilsart som beskrevs av Claude Herbulot 1977. Dargeia micheleae ingår i släktet Dargeia och familjen mätare. Inga underarter finns listade i Catalogue of Life.